# Walderbach
Walderbach è un comune tedesco di 2 083 abitanti, situato nel land della Baviera.